# Alexander Funk (Filmproduzent)
Alexander Funk (* 1974 in Backnang) ist ein deutscher Filmproduzent.

## Leben und Wirken
Alexander Funk wurde 1974 in Backnang geboren. Nachdem er Amerikanische Kulturgeschichte, Medienrecht und Kommunikationswissenschaften studiert hatte, absolvierte er einige Praktika bei Filmproduktionen. Im Herbst 2000 begann Alexander Funk dann ein Studium der Filmproduktion an der Filmakademie Baden-Württemberg. Er beendete sein Studium im Februar 2004 mit Diplom.
Während seines Studiums arbeitete Alexander Funk bei der Ludwigsburger Filmproduktionsfirma GAMBIT Film GmbH als Produktionsleiter und Produzent. Von 2004 bis 2006 arbeitete er dort dann als fester Produzent. Seit Juni 2006 hat Alexander Funk mit Funkfilme | Alexander Funk Filmproduktion seine eigene Filmproduktionsfirma. Zudem ist er seit 2009 Geschäftsführer der Filmproduktionsfirma Oberon Film GmbH mit Sitz in München und Berlin.
Funk ist Mitglied der Deutschen Filmakademie.

## Filmografie (Auswahl)
- 2005: Zur falschen Zeit am falschen Ort
- 2006: Die Unzerbrechlichen (Dokumentarfilm)
- 2006: Rabenbrüder
- 2008: Weitertanzen (Kinofilm)
- 2008: Das Palmerprinzip (Dokumentarfilm)
- 2009: Überall nur nicht hier (Dokumentarfilm)
- 2009: Mädchengeschichten – Melihas dritte Hochzeit (Doku-Fernsehreihe)
- 2011: Einer wie Bruno
- 2012: Finn und der Weg zum Himmel
- 2013: Harms (Kinofilm, Koproduktion)
- 2016: Frauen (Kinofilm)
- 2016: Seit Du da bist
- 2016: Spuren der Rache (Fernsehzweiteiler)
- 2022: Für Jojo (Spielfilm, Netflix)

## Wissenswertes
- Alexander Funk hat mit Zur falschen Zeit am falschen Ort, Überall nur nicht hier und Melihas dritte Hochzeit aus der Fernsehreihe Mädchengeschichten bereits drei Filme der Dokumentarfilmerin Tamara Milosevic produziert.